# Batis
Batis là một chi chim trong họ Platysteiridae.

## Hình ảnh

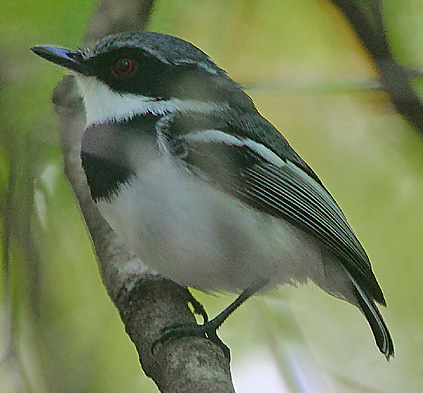
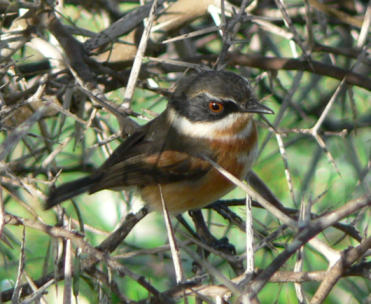
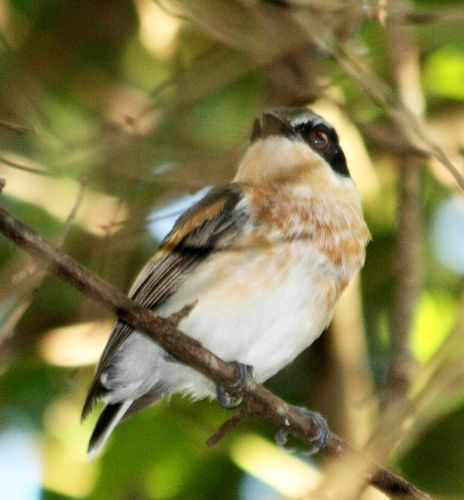

## Các loài
- Batis margaritae
- Batis crypta
- Batis diops
- Batis capensis
- Batis fratrum
- Batis molitor
- Batis soror
- Batis pririt
- Batis senegalensis
- Batis orientalis
- Batis minor
  - Batis minor minor
  - Batis minor erlangeri
- Batis perkeo
- Batis minima
- Batis ituriensis
- Batis poensis
  - Batis poensis occulta
  - Batis poensis poensis
- Batis reichenowi
- Batis minulla